# NGC 7505
NGC 7505 ist eine Spiralgalaxie vom Hubble-Typ S im Sternbild Pegasus am Nordsternhimmel. Sie ist schätzungsweise 312 Millionen Lichtjahre von der Milchstraße entfernt und hat einen Durchmesser von etwa 75.000 Lichtjahren.
Im selben Himmelsareal befinden sich u. a. die Galaxien NGC 7508, NGC 7511, NGC 7523, IC 5292.
Das Objekt wurde am 25. September 1886 von Lewis Swift entdeckt.